# Alchemilla bakurianica
Alchemilla bakurianica es una especie de planta del género Alchemilla, perteneciente a la familia Rosaceae.

## Taxonomía
Alchemilla bakurianica fue descrita por Sosn. en 1953.

## Distribución
Se encuentra en el territorio de Transcaucasia.